# Albert (serial animowany)
Albert (ang. Fat Albert and the Cosby Kids) – amerykański serial animowany wyemitowany w latach 1972–1985.

## Fabuła
Serial opowiada o perypetiach Grubego Alberta i jego przyjaciół, którzy przeżywają wspólnie niesamowite przygody.

## Obsada (głosy)
- Bill Cosby –
  - Gruby Albert,
  - Prowadzący,
  - Bill,
  - Musmouth,
  - Mudfoot,
  - Brązowy chrabąszcz
- Lou Scheimer –
  - Głupi Donald,
  - Stinger,
  - Legalny Orzeł
- Gerard Edwards – Szalony Harold
- Eric Suter –
  - Rudy,
  - Devery
- Jan Crawford –
  - Russell,
  - Bucky
- Erika Scheimer – różne głosy

## Wersja polska
W Polsce serial był nadawany ok. 1999–2000 r. na kanale TVN w Bajkowym kinie oraz RTL 7/TVN Siedem w wersji lektorskiej (Janusz Kozioł) i z dubbingiem.
Wystąpili:
- Jacek Mikołajczak – Albert
- Jacek Braciak